# Кэпшоу, Кейт
Кейт Кэпшоу (англ. Kate Capshaw; род. 3 ноября 1953, Форт-Уэрт), урождённая Кэтлин Сью Нейл — американская актриса. Известна благодаря участию в приключенческом блокбастере «Индиана Джонс и храм судьбы» (1984) и браку с режиссёром Стивеном Спилбергом.

## Ранние годы
Кэпшоу родилась в Форт-Уэрте, штат Техас. В пятилетнем возрасте вместе с родителями переехала в Сент-Луис. Получила образование в Университете Миссури, после чего два года учительствовала в школе для детей-инвалидов. Там она сблизилась с директором школы Робертом Кэпшоу, в 1976 году вышла за него замуж и взяла фамилию мужа. В том же году Кэтлин родила дочь Джессику, но спустя четыре года развелась с супругом. Затем Кэпшоу, мечтая о карьере актрисы, перебралась в Нью-Йорк, где начала сниматься в телерекламе и брать уроки актёрского мастерства и вокала.

## Карьера
В 1982 году Кэпшоу дебютировала в кино, снявшись в романтической комедии «Немного секса», и на телевидении — в драме «Пропавшие дети: История матери».
В 1984 году Кэпшоу улыбнулась удача. На пробах к фильму «Индиана Джонс и храм судьбы» она обошла 120 претенденток и получила роль Уилли Скотт, певички ночного клуба в Шанхае и спутницы героя Харрисона Форда. В середине 80-х Кейт была достаточно востребована. Её партнерами на киноэкране становились Деннис Куэйд в триллере «Побег из сна» (1984), Эдди Мёрфи и Дадли Мур в комедии «Лучший способ защиты» (1984), Ричард Гир в драме «Сила» (1986), Том Скеррит в фантастике «Пикник в космосе» (1986), Йерун Краббе в триллере «По прозвищу «Танцор»» (1987) и Майкл Дуглас в боевике «Чёрный дождь» (1989). Однако затем она стала сниматься в основном на второстепенных ролях (таким, например, было её участие в мелодраме 1994 года «Любовная история» с Уорреном Битти и Аннетт Бенинг).
Постепенно Кэпшоу стала уделять карьере всё меньше внимания. Её последним фильмом остается телевизионная драма «Курс на Восток», выпущенная в 2002 году.

## Личная жизнь
Режиссёр фильма «Индиана Джонс и храм судьбы» Стивен Спилберг впоследствии стал вторым мужем актрисы. Они поженились 12 октября 1991 года и остаются вместе до сих пор. В браке имеют 6 детей. В 1993 году она приняла иудаизм, религию своего супруга. От первого брака с Робертом Кэпшоу у неё есть дочь, Джессика Кэпшоу.